# Vereckei-hágó

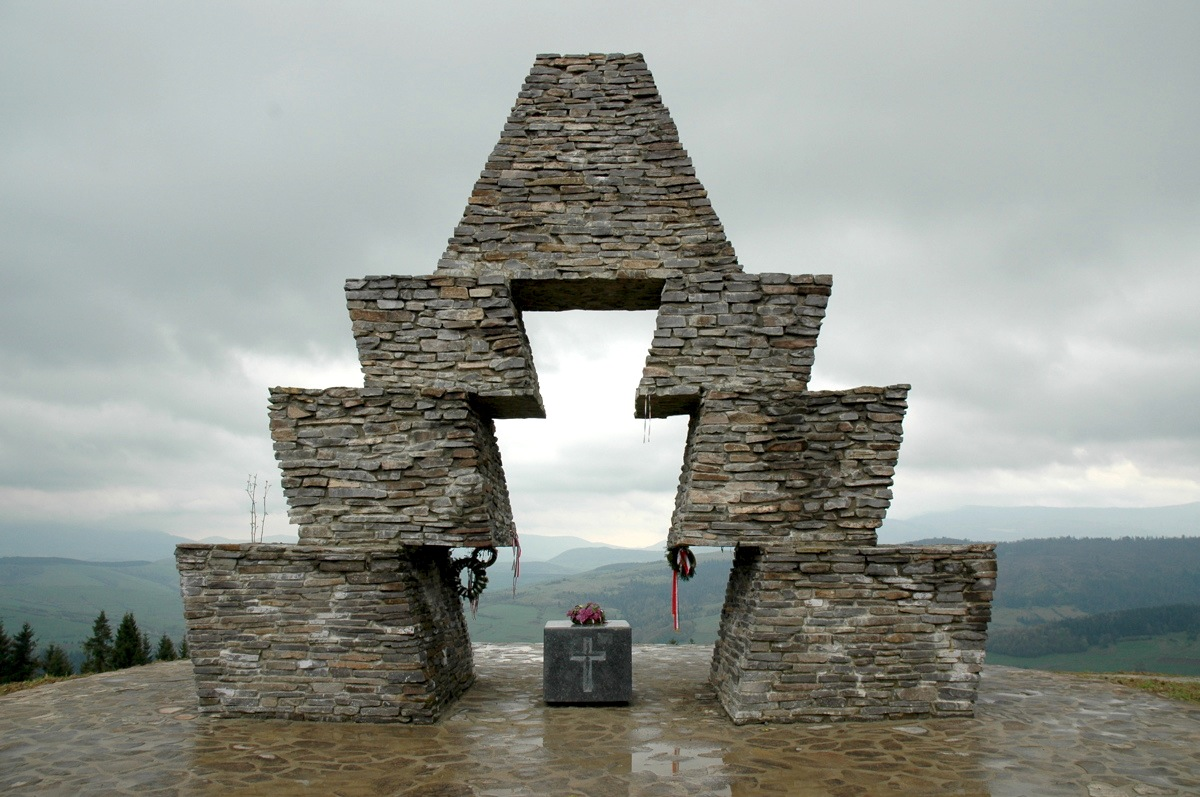
Matl Péter: A magyar honfoglalás millecentenáriumi emlékműve (2008. május 2.)

A Vereckei-hágó (ukránul: перевал Середньоверецький [pereval Szerednyovereckij]) az Északkeleti-Kárpátok (Ukrán-Kárpátok) egyik legfontosabb hágója.

## Fekvése
Az Északkeleti-Kárpátok gerincén, a Latorca és a Sztrijbe ömlő Opir folyó völgye között helyezkedik el. A hágó tengerszint feletti magassága 841 méter.
Ma a Lvivbe tartó országút elkerüli. A hágóra Alsóvereckén keresztül lehet feljutni, meglehetősen rossz minőségű kacskaringós úton.

## Történelmi szerepe
Ősidők óta használt út. 895-ben a honfoglaló magyarok többsége a Vereckei-hágón keresztül érkezett a Kárpát-medencébe. 1241-ben a mongol-tatár fősereg itt tört be Magyarországra. Az első világháború idején, 1914-ben az osztrák–magyar csapatok súlyos harcokat vívtak a hágónál az orosz cári csapatokkal. A második világháború idején szintén súlyos harcok voltak a hágó környékén (az Árpád-vonal völgyzáraihoz tartozó erődítmények ma is láthatóak). 1980-tól az országút elkerüli a Vereckei-hágót.

## Emlékhelyei
A hágón a valóban lenyűgöző természeti szépségen kívül kevés a látnivaló.
Az 1896-ban, a millennium évében állított honfoglalási emlékmű a csehszlovák korszakot (1920–1939) még átvészelte. Az 1940-es évek második felében azonban a rajta elhelyezett emléktáblákat leverték, majd az 1950-es évek közepén az egész emlékművet szétbontották. A felső részét alkotó obeliszket később a közeli Tuholka faluban a községháza előtt állították fel mint szovjet hősi emlékmű. Az obeliszket a 2010-es években Magyarországra szállították és az Ópusztaszeri Emlékparkban helyezték el, ahol az újjáépített emlékművet 2015-ben avatták fel.
A hágón több ukrán emlékmű is található. Közülük az egyik azon partizánoknak (szics-gárdisták) állít emléket, akiket Kárpátalja 1939-es visszacsatolásakor a magyar csapatok fogtak el, majd a Vereckei-hágón átadtak a lengyel hadsereg katonáinak, akik  a helyszínen kivégezték őket. A mögötte álló, havasi pásztort ábrázoló szobor a szovjet időből származik.
A magyar honfoglalás millecentenáriumában a hágótól kissé távolabb, egy teljes panorámát kínáló ponton állították fel.
1996-ban Matl Péter munkácsi szobrász alkotta meg a honfoglalási emlékművet, amelyet folyamatosan romboltak egyes vélemények szerint ukrán ultranacionalisták, mások szerint orosz ügynökök. 2008-ban Sziklavári Vilmos ungvári főkonzul  kezdeményezésére a magyar állam 25 millió Ft ráfordítással újjáépíttette, ugyancsak Matl Péter kivitelezésében. Az emlékmű a Kelet és Nyugat közötti kaput jelképezi. Hét tömbből áll, amelyek a Kárpátokon átvonuló hét honfoglaló törzset szimbolizálják. A „kapu” nyílásában a vérszerződésre emlékeztető oltárkő található.

## Képek

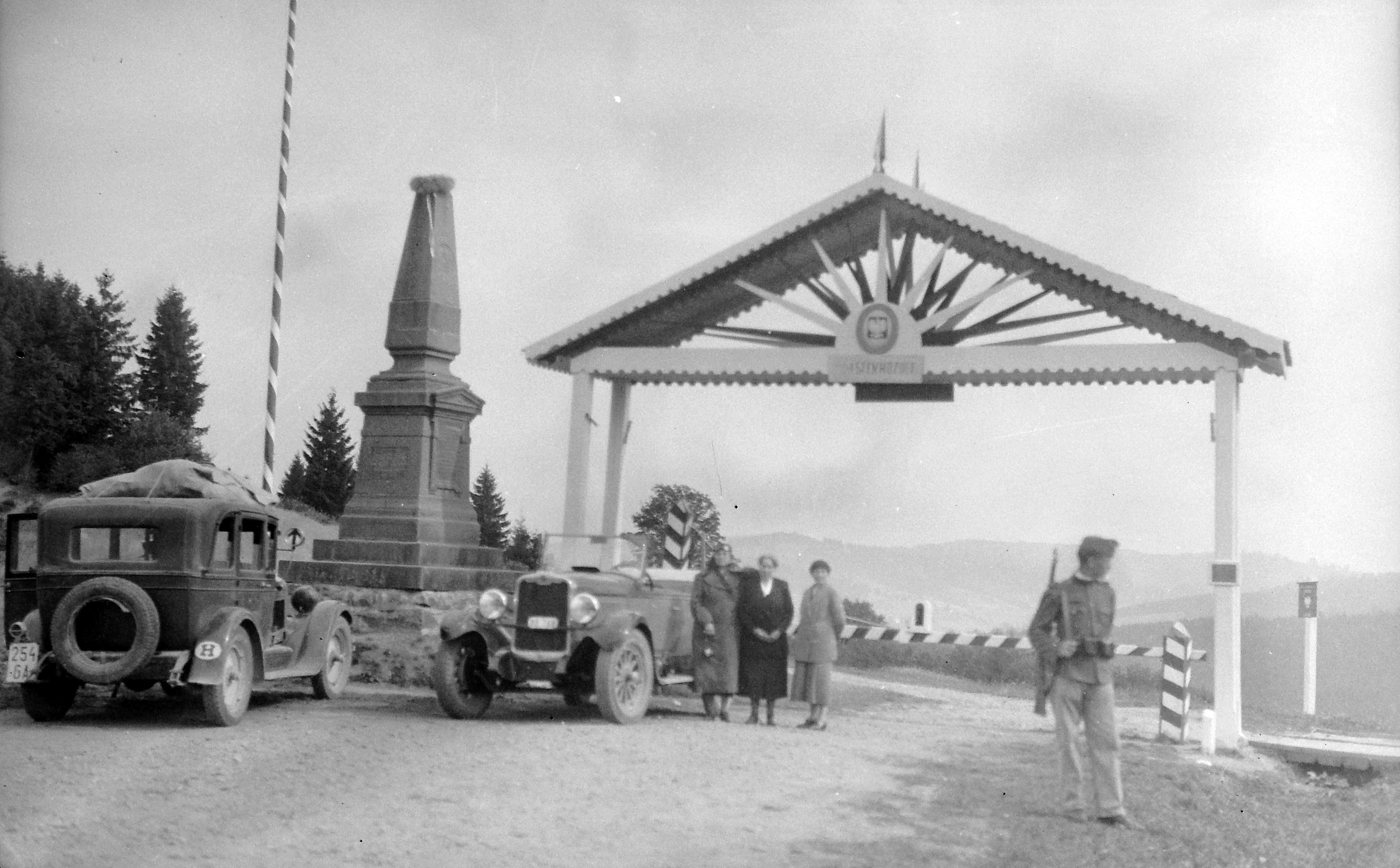
A millenniumi emlékobeliszk és a győzelmi kapu 1939-ben
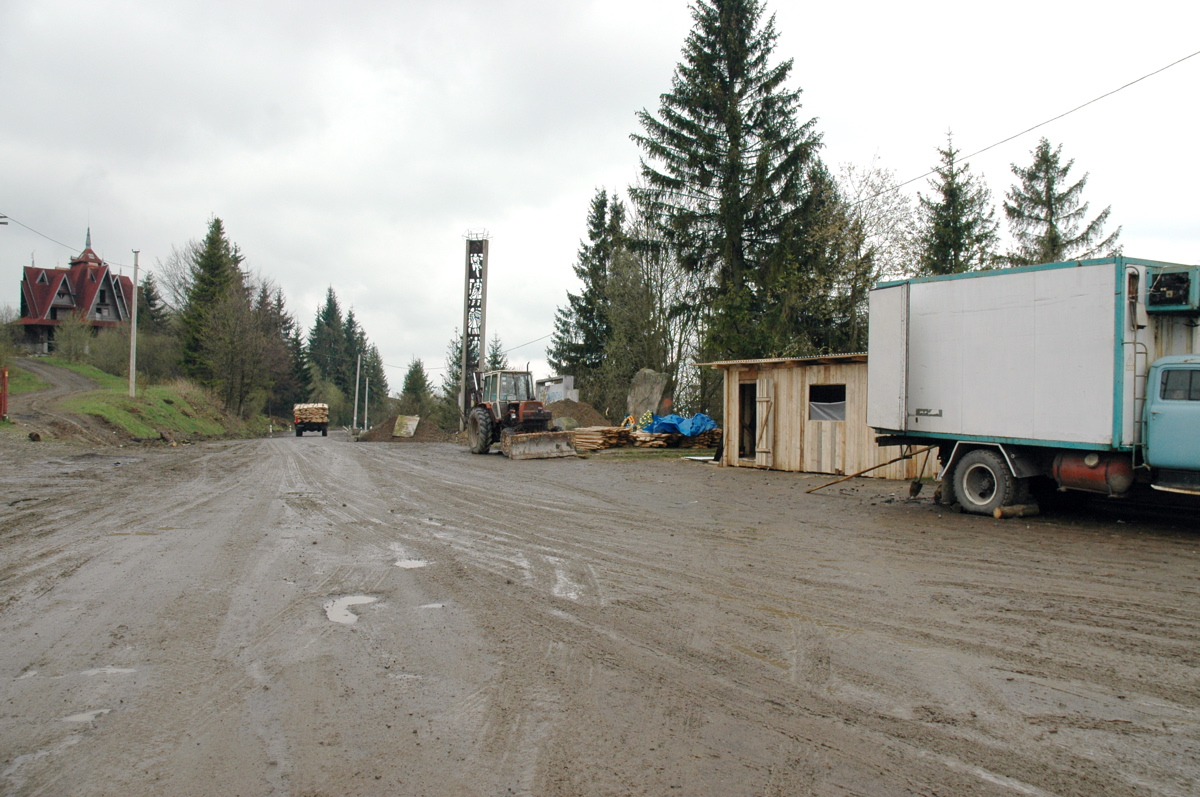
Átkelés a Vereckei-hágón
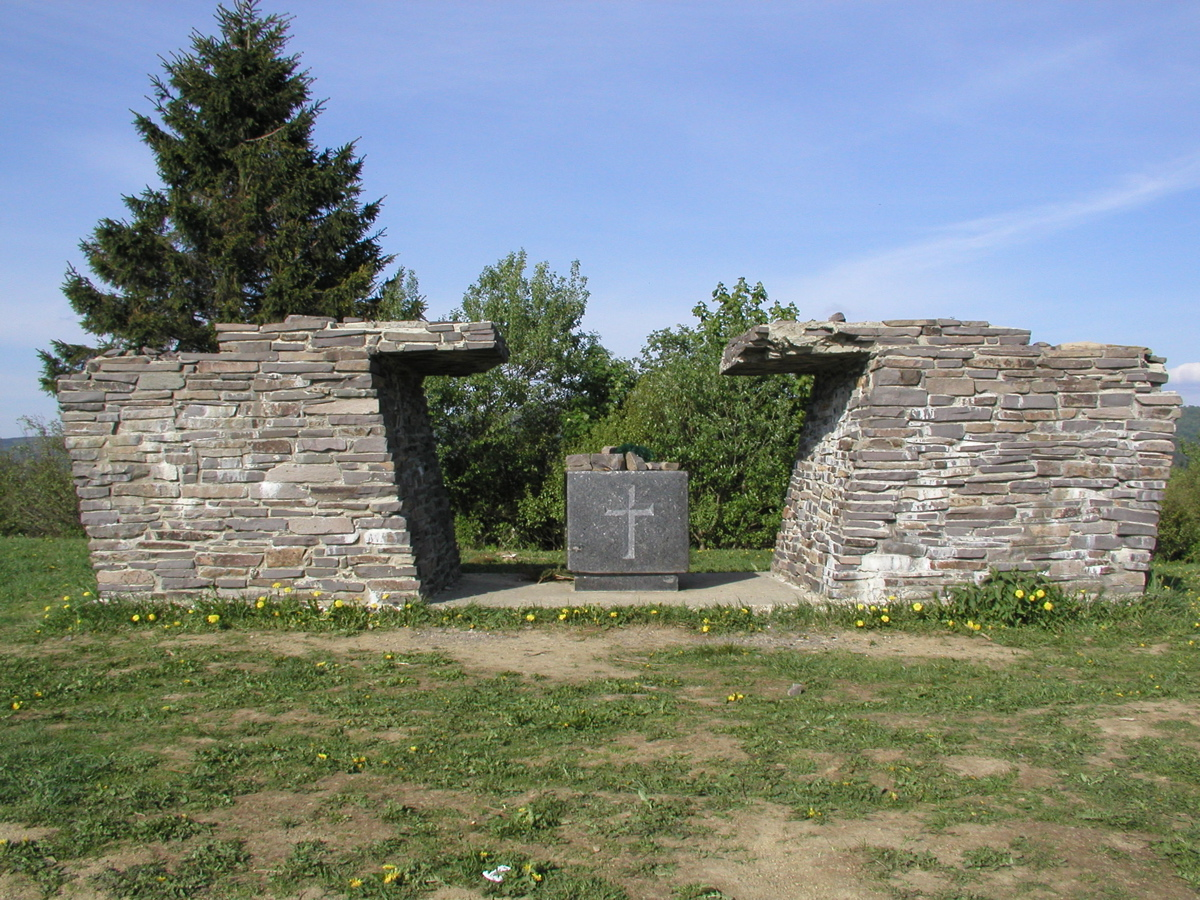
A 2003-ban még befejezetlen millecentenáriumi honfoglalási emlékmű a Vereckei-hágón
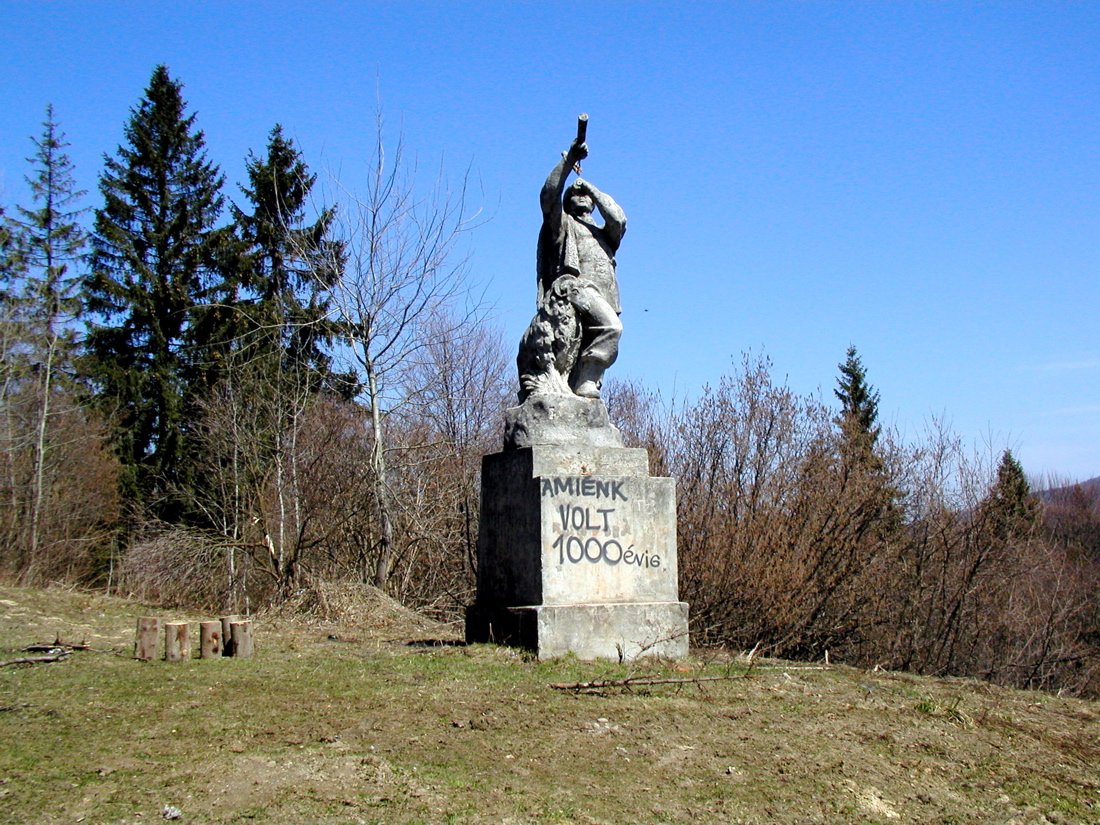
Havasi pásztor szobra a szovjet korszakból
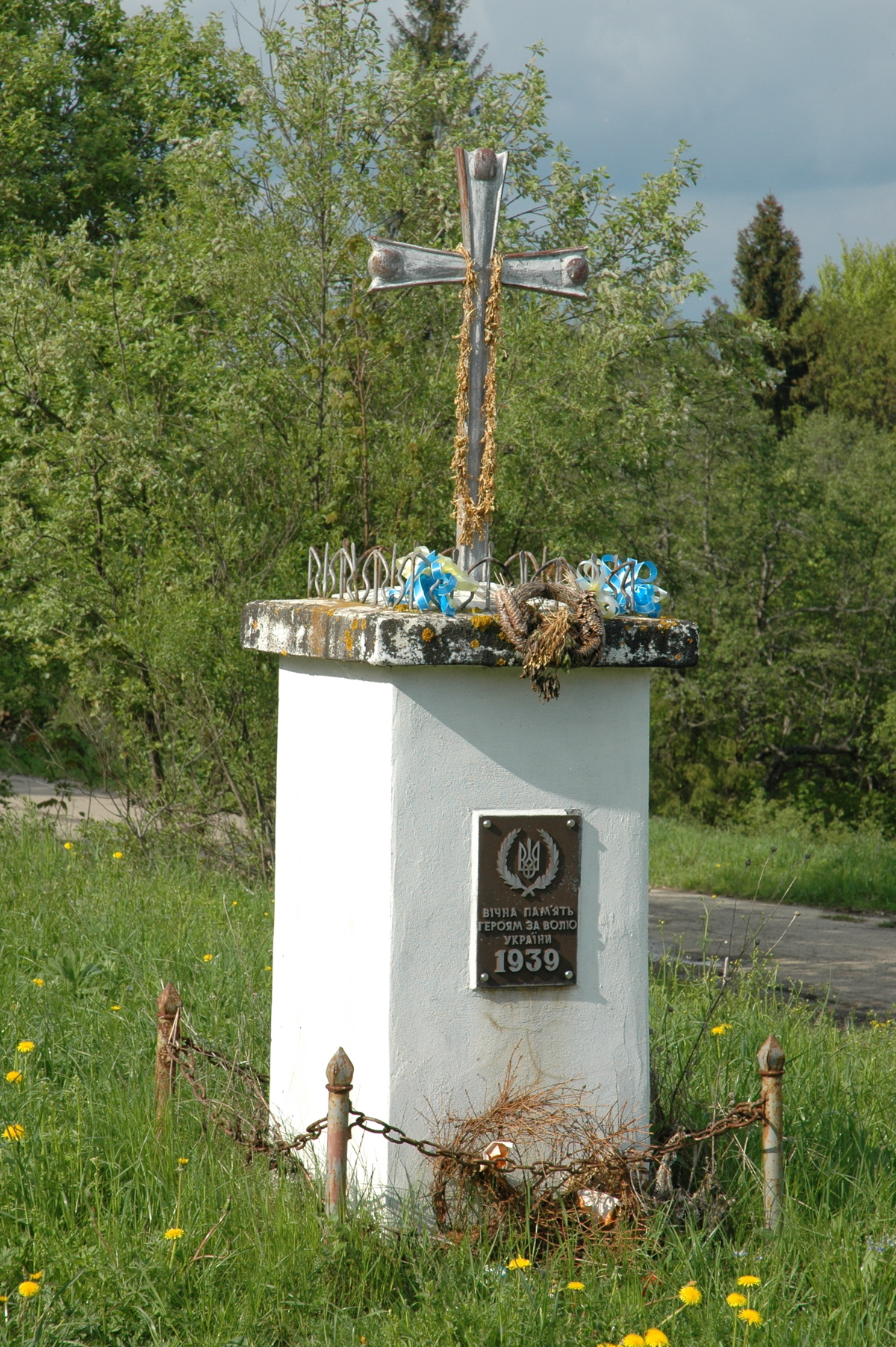
Az ukrán partizánok (szicsgárdisták) emlékműve